# Sybra iconicoides
Sybra iconicoides là một loài bọ cánh cứng trong họ Cerambycidae.